# Mandarin Airlines
Mandarin Airlines (chinesisch 華信航空, Pinyin Huáxìn Hángkōng) ist eine taiwanische Fluggesellschaft mit Sitz in Taipeh und Basis auf dem Flughafen Taichung. Sie ist eine Tochtergesellschaft der China Airlines.

## Geschichte
Mandarin Airlines wurde am 1. Juni 1991 als Joint Venture zwischen China Airlines mit einem Anteil von 66 % und der Kuo's Development Corporation mit einem Anteil von 33 % gegründet. Daraufhin startete Mandarin Airlines Direktflüge von Taipeh nach Sydney in Australien. Der nächste große Wachstumsschritt wurde am 7. Dezember 1991 vollzogen, als man eine Route nach Vancouver in Kanada aufnahm; damit wurde sie die erste Fluggesellschaft der Republik China, die Dienste nach Kanada und Australien aufnahm. Die China Trust Group baute ihren Anteil Ende 1992 auf 90,05 % aus. 
Anfang August 1999 fusionierte China Airlines ihre beiden Tochtergesellschaften Mandarin Airlines und Formosa Airlines unter dem Namen Mandarin Airlines. Die neue Fluggesellschaft konzentrierte sich nun auf Flüge von kurzer und mittlerer Streckenlänge, die für den internationalen Verkehr bestimmten Flugzeuge wurden an China Airlines abgegeben. 

## Flugziele
Mandarin Airlines fliegt neben Zielen innerhalb Taiwans auch zu Zielen in China und nach Vietnam.

## Flotte

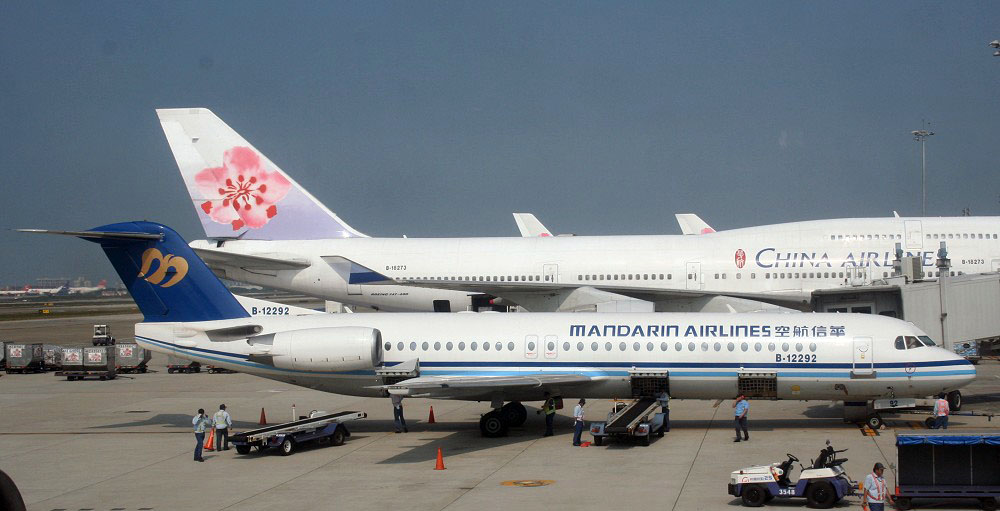
Fokker 100 der Mandarin Airlines

### Aktuelle Flotte
Mit Stand September 2024 besteht die Flotte der Mandarin Airlines aus 12 Flugzeugen mit einem Durchschnittsalter von 4,4 Jahren:
| Flugzeugtyp | Anzahl | bestellt | Anmerkungen   | Sitzplätze (Eco) |
| ----------- | ------ | -------- | ------------- | ---------------- |
| ATR 72-600  | 12     | 3        | einer inaktiv | 70 (70)          |
| Gesamt      | 12     | 3        |               |                  |

### Ehemalige Flugzeugtypen
In der Vergangenheit setzte Mandarin Airlines bereits folgende Flugzeugtypen ein:
- Airbus A340-300
- Boeing 737-800
- Boeing 747-400/SP
- Embraer 190
- Fokker F100
- Fokker F50
- McDonnell Douglas MD-11
- Saab 340

## Zwischenfälle
Am 22. August 1999 verunglückte eine McDonnell Douglas MD-11 der Mandarin Airlines bei der Landung auf dem Hong Kong International Airport. Der Flug wurde für das Mutterunternehmen China Airlines durchgeführt. Starker Regen und Seitenwinde führten dazu, dass das rechte Triebwerk die Landebahn rammte und abbrach, worauf sich auch die rechte Tragfläche vom Rumpf löste und sich der Rumpf vom Auftrieb der verbliebenen Tragfläche auf den Rücken drehte. Drei Passagiere der mit 315 Personen besetzten Maschine wurden dabei getötet, der Rest konnte sich bei der fast drei Stunden dauernden Bergungsaktion vor dem ausgebrochenen Feuer retten (siehe auch China-Airlines-Flug 642).